# Забара Олександр Олександрович
Олександр Олександрович Забара (нар. 5 липня 1984, Нова Каховка, УРСР) — український футболіст, півзахисник та захисник.

## Життєпис
Вихованець ДЮСШ «Таврії» в Новій Каховці. Перший тренер — Я.Д. Оменюк. У ДЮФЛУ також захищав кольори клубів «Юність» (Каховка) та «Кристал» (Херсон). У 2002 році розпочав кар'єру гравця в другій команді одеського «Чорноморця», а на початку 2005 року перейшов до луганської «Зорі». Влітку 2006 року виїхав за кордон, де виступав у білоруському «Локомотиві» (Мінськ), а також у литовських «Шяуляї» та «Інтерасі». Навесні 2007 року повернувся до України, де підписав контракт з овідіопольським «Дністром», кольори якого захищав до зими 2009 року. Навесні 2009 року опинився в першоліговій ПФК «Олександрії». У футболці «поліграфів» дебютував 29 березня 2009 року в переможному (3:1) виїзному поєдинку 20-о туру проти харківського «Геліоса». Олександр вийшов на поле на 76-й хвилині, замінивши Дмитра Суспіцина. У футболці «Олександрії» зіграв 9 матчів. Проте в команді не затримався й того ж 2009 року вспів пограти за дніпродзержинську «Сталь» та харківський «Геліос». У 2010 році виступав за аматорський одеський клуб «Сонячна долина». У липні 2011 підписав контракт з берестейським «Динамо». 15 червня 2012 року у матчі проти борисівського БАТЕ вийшов на заміну на 89-й хвилині і забив м"яч після подачі кутового, тим самим оформивши першу в історії гостьову перемогу (0:1) берестейського клубу над борисівським у вищій лізі. У серпні 2012 року Забара був переведений до дублюючого складу, а незабаром після цього покинув клуб.

## Досягнення
- Перша ліга чемпіонату України
  -  Чемпіон (1): 2005/06